# Robert Liottel
Robert Gustave Édouard Liottel (Romilly-sur-Seine, 23 settembre 1885 – Druye, 23 aprile 1968) è stato uno schermidore francese.

## Palmarès
In carriera ha ottenuto i seguenti risultati:
- Giochi olimpici:

Parigi 1924: oro nella spada a squadre.
- Mondiali di scherma

Parigi-Ostenda 1922: argento nella spada individuale.